# 眼鏡凱門鱷
眼鏡凱門鱷（學名：Caiman crocodilus），又名眼鏡鱷、白鱷、斑紋鱷，是凱門鱷屬的一種鱷魚，它的體色呈褐色、綠色或黃灰色，因其眼球前端有一條眼鏡架般的橫骨而得名。其身長可達1.4至2.5公尺（4英尺7英寸至8英尺2英寸），體重為7至40公斤（15至88磅），雄性比雌性更長且更重。其飲食因季節而異，通常包括螃蟹、魚類、小型哺乳動物、兩棲動物和蝸牛。繁殖期為5月至8月，雌鱷魚於7月和8月會產下14至40枚卵。這種鱷魚分佈廣泛，數量眾多，是拉丁美洲的本地物種，並被引入美國、古巴和波多黎各等地區。

## 身體特征

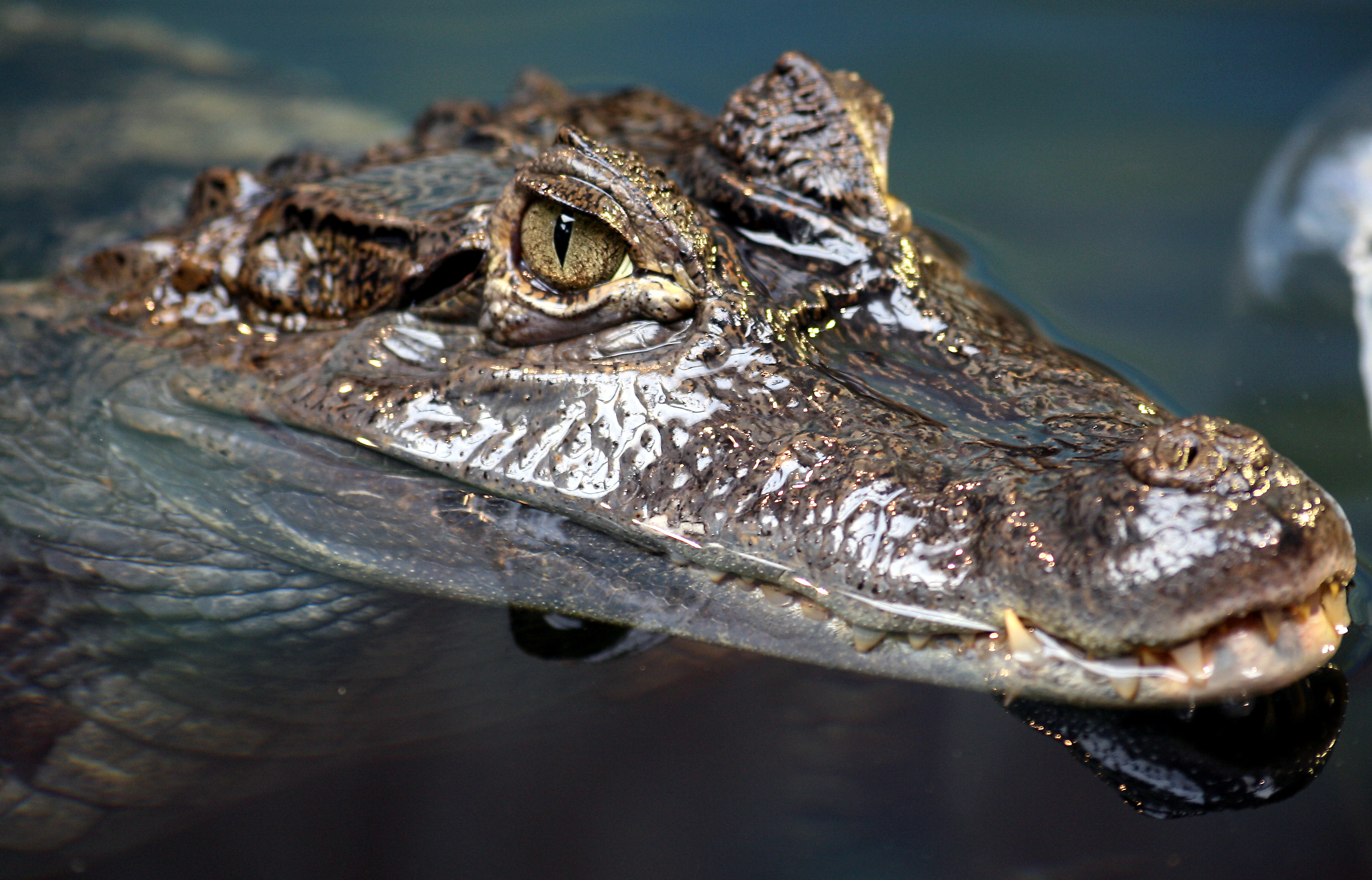
頭部

眼鏡凱門鱷體長最大可達2.5米，初孵出來的幼鱷有20至25厘米長。眼鏡凱門鱷嘴較其他短吻鱷科細小，背面呈橄欖綠色，頭部、身體、尾部上有個多深色斑紋，背部及尾部上則有深棕色或黑色的橫帶紋，肚皮的顏色則是純米色或者淺黃色。初孵出來的幼鱷下頜兩側有淡色斑，長大到大約35厘米長時，這些斑紋會全部消失。

## 分佈地
眼鏡凱門鱷原產於中美洲及南美洲一帶，不過其後牠們被人類帶到美國佛羅里達州和古巴。

## 習性
眼鏡凱門鱷一般棲居於廣泛的水域棲息地。與其他鱷魚一樣，食物隨年齡、季節及棲息地的不同而變化。幼鱷主要以無脊椎動物為食，特別是鞘翅目昆蟲，也會進食螺、蝦及蟹等水生動物。成年鱷則主要以脊椎動物為食，包括水生及陸生的脊椎動物。牠們的捕食策略包括靜伏不動，偷襲路過的陸生脊椎動物，於水中偷襲游近的魚類與其他水生脊椎動物。此外，牠們有時也用身體和尾巴驅趕魚類到淺水處，或者於開闊的水體將魚類驅趕到狹窄的岸邊後再捕食。
眼鏡凱門鱷的求愛行為包括躍出水面、炫耀尾巴，以及輕咬和摩擦頭部與頸部等。牠們於不同地點的造巢活動的高峰期也有不同，一般多在潮濕季節。牠們的巢由葉子、小樹枝、雜草以及泥堆成小丘狀。
雌性的眼鏡凱門鱷每次產卵可達40顆，而整個孵化期雌性會有規律地關心和保護巢址。幼鱷出殼時發出叫聲，雌性將巢挖開護送雛鱷進入水中，而有時雄鱷也協助。雌鱷也會用嘴幫助胚鱷破殼而出，並用嘴攜帶幼鱷進入水中。
眼鏡凱門鱷於其一生中不同時期均有不同敵人。捕食鱷卵的動物包括有黑點雙領蜥、發冠長腳鷹、食蟹狐、浣熊、長鼻浣熊和戴帽猴等。而以雛鱷和幼鱷為食的則有鯰魚等食肉性魚類、龜、其他成年鱷魚、夜鷺、鸛、鷹、虎貓以及家豬等。美洲豹、森蚺、黑凱門鱷、奧利諾科鱷就會捕食成年眼鏡凱門鱷。

## 種群動態
眼鏡凱門鱷分佈廣且數量多，是提供國際鱷皮貿易的最主要種類。於原生地以外地方，牠們是極具威脅性的外來物種。